# Karl Sturm (Schauspieler)
Karl Sturm (* 22. Januar 1935; † 28. September 2017) war ein deutscher Schauspieler und Synchronsprecher.

## Leben
Er trat ab Mitte der 1950er Jahre als Schauspieler auf. In der DDR war Karl Sturm insbesondere als Synchronstimme von Gojko Mitić bekannt, der zwar selbst Deutsch sprach, aufgrund seines Akzents aber meistens synchronisiert wurde. Auch nach der Wende war Karl Sturm häufig als Synchronsprecher tätig, so für Richard Anderson als Lt. Drumm in der Serie Perry Mason, für Bernard Fox als Colonel Crittendon in Ein Käfig voller Helden oder für Paul Dooley als John Shirley in der Sitcom Grace.
Seine Tochter Victoria Sturm ist ebenfalls Schauspielerin und Synchronsprecherin. Karl Sturm lebte in Birkenwerder.
Am 28. September 2017 verstarb Karl Sturm im Alter von 82 Jahren.

## Filmografie (Auswahl)

### Schauspieler
- 1956: Das tapfere Schneiderlein
- 1958: Das Lied der Matrosen
- 1961: Eine Handvoll Noten
- 1962: Fernsehpitaval: Auf der Flucht erschossen (TV-Reihe)
- 1963: Die Glatzkopfbande
- 1965: Entlassen auf Bewährung
- 1967: Kaule
- 1967: Chingachgook, die große Schlange
- 1968: 12 Uhr mittags kommt der Boß
- 1969: Der Staatsanwalt hat das Wort: Ich brauch’ kein Kindermädchen (TV-Reihe)
- 1970: Meine Stunde Null
- 1970: He, Du!
- 1971: Rottenknechte (TV)
- 1971: KLK an PTX – Die Rote Kapelle
- 1972: Leichensache Zernik
- 1972: Laut und leise ist die Liebe
- 1972: Die Bilder des Zeugen Schattmann (TV-Vierteiler)
- 1972: Der Staatsanwalt hat das Wort: Der Anruf kam zu spät (TV-Reihe)
- 1973: Eva und Adam oder Drum prüfe! (Fernsehfilm, 4. Teil)
- 1977: Der Staatsanwalt hat das Wort: Wenig gebraucht, fast neu (TV-Reihe)
- 1977: Polizeiruf 110: Trickbetrügerin gesucht (TV-Reihe)
- 1977: Polizeiruf 110: Die Abrechnung (TV-Reihe)
- 1977: Der Hasenhüter (TV)
- 1979: Die Gänsehirtin am Brunnen (TV)
- 1980: Archiv des Todes (TV-Serie)
- 1980: Die Schmuggler von Rajgrod
- 1980: Unser Mann ist König (TV-Serie)
- 1980: Der Keiler vom Keilsberg
- 1981: Die Stunde der Töchter
- 1982: Soviel Wind und keine Segel (Fernsehfilm)
- 1982: Der Staatsanwalt hat das Wort: Ich bin Joop van der Dalen (TV-Reihe)
- 1983: Der Aufenthalt
- 1983: Die Schüsse der Arche Noah
- 1984: Front ohne Gnade (TV-Serie)
- 1984: Der Schimmelreiter (TV)
- 1985: Zahn um Zahn – Die Praktiken des Dr. Wittkugel (TV-Serie)
- 1986: Stielke, Heinz, fünfzehn…
- 1986: Weihnachtsgeschichten (TV)
- 1987: Polizeiruf 110: Abschiedslied für Linda (TV-Reihe)
- 1987: Die erste Reihe (Fernsehfilm)
- 1988: Der Vogel
- 1988: Froschkönig
- 1988: Schlaft nicht daheim (Fernsehfilm, Sprecher)
- 1989: Vera – Der schwere Weg der Erkenntnis (TV)
- 1989: Polizeiruf 110: Der Fund (TV-Reihe)
- 1990: Verbotene Liebe
- 1990: Polizeiruf 110: Warum ich … (TV-Reihe)
- 1999–2001: Der Landarzt (TV)

### Synchronsprecher
André Stojka
- 2000: Tiggers großes Abenteuer als Eule
- 2001–2002: Winnie Puuh’s Bilderbuch als Eule
- 2003: Ferkels großes Abenteuer als Eule

#### Filme
- 1937: Für George Curzon in Jung und unschuldig als Guy (2. Synchro im Jahr 1984)
- 1948: Für Enrico Glori in Die Kartause von Parma als Gilletti (2. Synchro für DEFA)
- 1959: Für Pietro Germi in Unschuld im Kreuzverhör als Kommissar Fioresi (Synchro im Jahr 1987)
- 1969: Für Gojko Mitić in Weiße Wölfe als Weitspäher Falke
- 1978: Für Mimmo Maggio in Killer sterben einsam als Killer #2
- 1988: Für Karen Hábl in Sagarmatha – Wagnis im ewigen Eis als Josef
- 1999: Für Francois Perrot in Eine für Alle als Produzent
- 2009: Für Christopher Lloyd in Ruf der Wildnis als Großvater Bill Hale (Synchro im Jahr 2011)
- 2010: Für Jacques Berenbaum in Vertraute Fremde als Lateinlehrer

#### Serien
- 2006: Für Ronny Cox in Desperate Housewives als Henry Mason

## Hörspiele
- 1969: Fritz Selbmann: Ein weiter Weg (Troija) – Regie: Fritz-Ernst Fechner (Hörspiel (8 Teile) – Rundfunk der DDR)
- 1973: Alfred Matusche: Van Gogh (Arbeiter) – Regie: Peter Groeger (Biographie – Rundfunk der DDR)
- 1974: Herbert Fischer: Autofahrt (VP-Meister) – Regie: Fritz Göhler (Hörspiel – Rundfunk der DDR)
- 1979: Joachim Goll: Der Hund von Rackerswill – Regie: Werner Grunow (Hörspiel – Rundfunk der DDR)
- 1980: Norbert Klein: Alles ist anders (Nick) – Regie: Wolfgang Brunecker (Hörspielreihe: Neumann, zweimal klingeln – Rundfunk der DDR)